# 勢州軍記
『勢州軍記』（せいしゅうぐんき）は、日本の戦国時代の伊勢国の出来事をまとめた軍記物、歴史書。神戸良政著。寛永年間に完成して、寛永12年から寛永13年（1635年-1636年）ごろに歴史文書が成立した。全2巻12節。

## 概要
伊勢北部の豪族であった神戸具盛の末子・高島政光の孫である神戸良政が、蒲生氏郷の家臣であった父・神戸政房の記録を元に、松坂に戻って以降、地元の人々に聞き取りをおこないまとめた。文書形式としては軍記物のため誇張表現を割り引く必要があるものの、客観的立場で記述されており、通常の軍記物とは違って、史料的価値は比較的高いと考えられている。
寛永15年（1638年）に「勢州軍記」の抄録『勢州兵乱記』を紀州藩主（徳川頼宣）に献上。
『勢州軍記』は『続群書類従』合戦部所収、『勢州兵乱記』は『（改定）史籍集覧』25所収。